# Limnodynastes terraereginae
A Limnodynastes terraereginae a kétéltűek (Amphibia) osztályának békák (Anura) rendjébe, a mocsárjáróbéka-félék (Limnodynastidae) családjába, azon belül a Limnodynastes nembe tartozó faj.

## Előfordulása
Ausztrália endemikus faja. Ausztrália Új-Dél-Wales államának a kontinens belseje felé néző hegyvonulataitól Queensland állam keleti felén át a Cape York félszigetig honos. Elterjedési területének mérete nagyjából 598 700 km².

## Nevének eredete
A faj a terraereginae fajnevet, melynek jelentése a királynő földje a típuspéldány élőhelyéről, Queensland államról kapta.

## Megjelenése

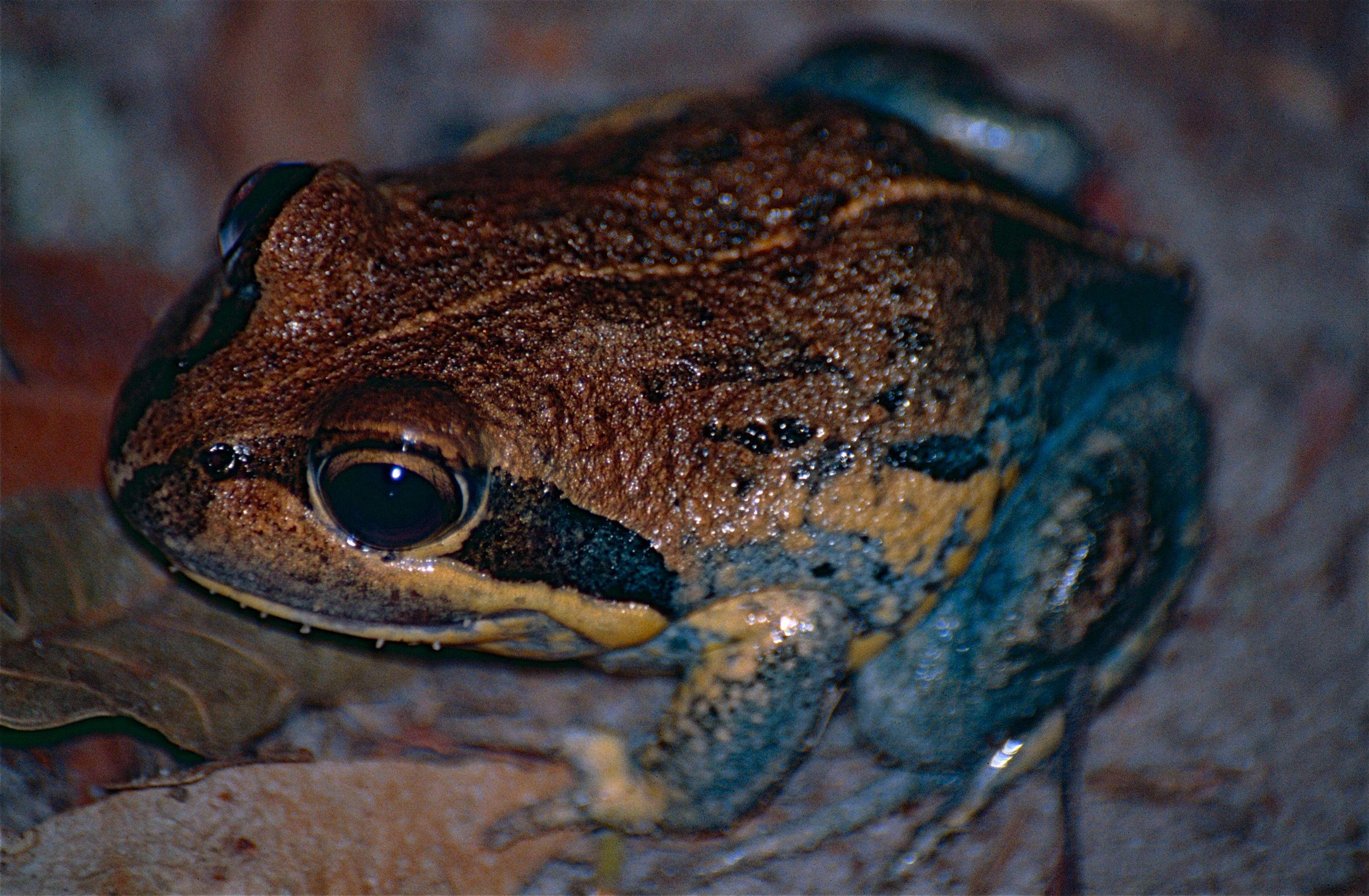
Egy Limnodynastes terraereginae a Noosa Nemzeti Parkban

Nagy termetű békafaj, testhossza elérheti a 8 cm-t. Háta sötétbarna vagy szürkésbara, oldalán narancs színű vagy sárga foltokkal. Orrcsúcsától válláig, egy kiemelkedő, krém- vagy narancs színű alapon sötét csík húzódik. Hasa fehér vagy sárgás színű. Combjainak belső felén és mellső hónaljában élénk vörös foltok helyezkednek el. Pupillája csaknem kerek, írisze arany színű. Mellső lábfejei úszóhártya nélküliek, hátsókon némi úszóhártya figyelhető meg. Ujjai végén nincsenek korongok.

## Életmódja
A párzás tavasztól késő nyárig, esőzések után következik be. Petéit habos petecsomókban rakja le a kialakult tavacskák, időszakos pocsolyák, mocsarak, árkok, patakok vizének felszínére. Az ebihalak 2–3 nap alatt kelnek ki a petékből, hosszuk elérheti a 7,5 cm-t, színük szürke vagy sötétbarna. Gyakran a víz mélyén maradnak, ahol színükkel beleolvadnak a környezetbe. Teljes kifejlődésük körülbelül 2 hónapot vesz igénybe.
A száraz időszakokat a föld alatt, elvermelve tölti.

## Természetvédelmi helyzete
A vörös lista a nem fenyegetett fajok között tartja nyilván. Elterjedési területén számos nemzeti park is fekszik.